# Atherigona orbitalis
Atherigona orbitalis är en tvåvingeart som beskrevs av Malloch 1928. Atherigona orbitalis ingår i släktet Atherigona och familjen husflugor. Inga underarter finns listade i Catalogue of Life.